# Klaus Kufeld

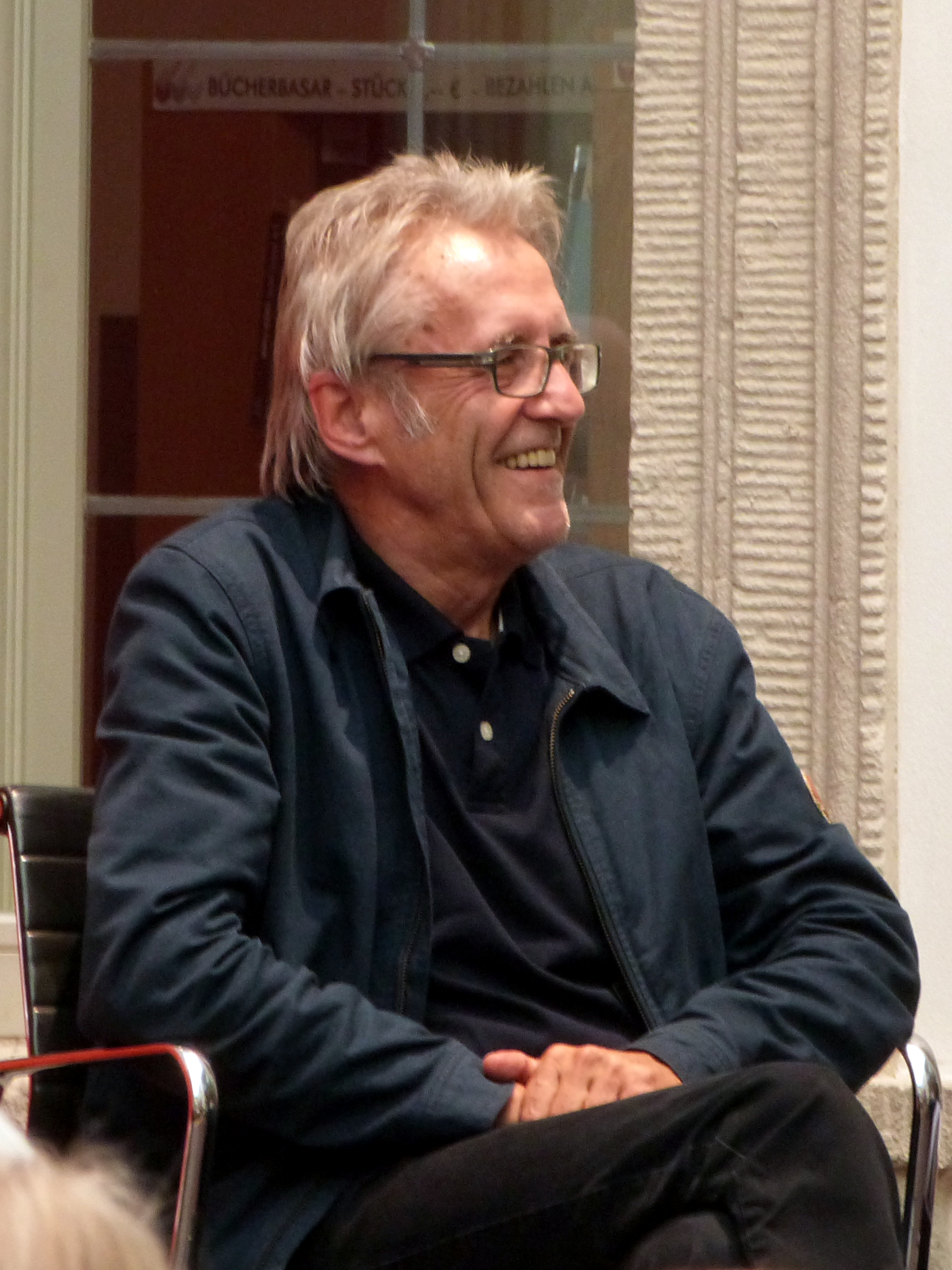
Klaus Kufeld auf dem Erlanger Poetenfest 2017

Nikolaus Theophil „Klaus“ Kufeld (* 1951 in Griesbach im Rottal) ist ein deutscher Autor, Essayist und Philosoph. Er ist Gründungsdirektor des Ernst-Bloch-Zentrums in Ludwigshafen am Rhein und 1997 bis 2018 Geschäftsführer der Bloch-Stiftung.

## Leben und Wirken
Klaus Kufeld studierte zwischen 1971 und 1976 an der Ludwig-Maximilians-Universität München und an der Universität Regensburg Erziehungswissenschaft und Soziologie mit den Nebenfächern Psychologie, Politikwissenschaft und Volkswirtschaft mit dem Abschluss Diplom-Pädagoge (Univ.). Im Jahr 2009 promovierte er zum Dr. phil. bei  Julian Nida-Rümelin am Geschwister-Scholl-Institut für Politische Wissenschaft an der Ludwig-Maximilians-Universität München zur Utopie des Reisens.
Klaus Kufelds berufliche Laufbahn begann 1977 in der Bildungsberatung. Unter der Trägerschaft des Instituts für Urbanistik (Köln) arbeitete er im Rahmen eines Modellprojekts des Bundesministeriums für Bildung und Forschung von 1977 bis 1980 als Bildungsberater beim Amt für außerschulische Bildung in Regensburg, danach von 1980 bis 1983 als Leiter der „Beratungsstelle für Weiterbildung für Erwerbslose“ in Ludwigshafen am Rhein. Von 1984 bis 1989 war er für die kommunale Migrationsarbeit  in Ludwigshafen zuständig und war Wahlleiter bzw. Geschäftsführer des ersten gewählten Ausländerbeirats in Rheinland-Pfalz. 1990 wurde er Gründungsleiter des Kulturbüros der Stadt Ludwigshafen (mit Stadtmuseum) und rief den ersten Kultursommer in Rheinland-Pfalz ins Leben.
Seit 1994 widmet sich Kufeld dem Erbe des Philosophen Ernst Bloch. Für die Stadt Ludwigshafen am Rhein holte er den Wohnungsnachlass von Ernst und Karola Bloch sowie den wissenschaftlichen Nachlass von Ernst Bloch von Tübingen in Blochs Geburtsstadt. Er gründete das 1997 das Ernst-Bloch-Zentrum und ist seitdem als dessen Direktor und Geschäftsführer der Bloch-Stiftung tätig. Dort managt er unter dem Motto „Zukunft als Programm“ konkret-utopische Projekte mit internationalen Symposien, Autorenlesungen (z. B. György Konrád, Durs Grünbein, Robert Menasse, Juli Zeh, Marcel Beyer), Ausstellungen (z. B. Günter Grass, Luis Murschetz, Alfred Hrdlicka, Stefan Moses) und Diskussionen (z. B. Julian Nida-Rümelin, Peter Sloterdijk, Oskar Negt, Alfred Grosser, Heiner Geißler, Sahra Wagenknecht). Er ist seit 1991 für die Verleihung des Ernst-Bloch-Preises zuständig (unter anderem an Leszek Kolakowski, Jürgen Moltmann, Pierre Bourdieu, Eric. J. Hobsbawm, Navid Kermani, Dan Diner, Carolin Emcke, Seyla Benhabib, Avishai Margalit, zuletzt Axel Honneth) und für die Verleihung des William-Dieterle-Filmpreises (unter anderem an Andreas Dresen, Fatih Akin, zuletzt Klaus Stanjek). Für die Bloch-Stiftung initiierte er das Format „Die Zukunftsrede“ (Volker Braun, Sascha Lobo, Ernst Ulrich von Weizsäcker).

## Freiberufliche Tätigkeiten
Klaus Kufeld arbeitete 1980 im Rahmen eines  Werkvertrags beim Deutschen Institut für Urbanistik für Weiterbildungsberatung. Zwischen 1993 und 1995 war er als freier Kulturberater der Städte Leipzig (für Kulturdezernent Dr. Georg Girardet zur Kulturentwicklungsplanung) sowie Dresden und Chemnitz tätig, jeweils im Auftrag der Berliner Stiftung für kulturelle Weiterbildung und Kulturberatung und im Rahmen des Programms „Kulturaufbau Ost“. Von 2002 bis 2006 war Kufeld Mitglied der Auswahlkommission der Studienstiftung des deutschen Volkes und als Ernst-Bloch-Zentrum-Gastgeber. Im Jahr 2003 wurde Kufeld zum Mitglied der Freien Akademie der Künste Rhein-Neckar in der er Vorsitzender des Bereichs Kulturforschung und -vermittlung ist. Klaus Kufeld war 2004 Mitgründer der Bürgerstiftung Ludwigshafen am Rhein, war bis 2007 ihr Geschäftsführer und von 2008 bis 2012 Stiftungsvorstand. Zwischen 2008 und 2010 wurde Klaus Kufeld vom Ministerium für Bildung, Wissenschaft, Jugend und Kultur Rheinland-Pfalz mit dem Kulturvorsitz (Président du Forum Culture) der trinationalen deutsch-französisch-schweizerischen Oberrheinkonferenz beauftragt.

## Lehraufträge
- 1975 Wissenschaftliche Hilfskraft für empirische Sozialforschung am Institut für Soziologie der Universität Regensburg
- Lehrauftrag an der Universität Regensburg (1978 bis 1980)
- Lehrauftrag an der Fachhochschule für Sozialwesen Mannheim (1982 bis 1987)
- Lehrauftrag an der Hochschule für Wirtschaft und Politik Hamburg (2001)
- Lehrauftrag an der Hochschule Ludwigshafen (2006, „Studium Generale“ / Philosophie)
- China-Vortragsreisen zwischen 2002 und 2012 an der Beijing Normal University und Universitäten in Shanghai, X’ian, Chengdu und Wuhan

## Publikationen (Auswahl)
Klaus Kufeld ist seit 1996 Herausgeber und Mitherausgeber zahlreicher Bücher mit politischen, philosophischen und kulturellen Themen und verfasst wissenschaftliche Essays. Seit 2005 bringt er selbst Monographien heraus. Seine Reisebücher bei Edition Splitter, Suhrkamp und Fink bilden eine "Trilogie des Reisens". Er ist freier Mitarbeiter der Süddeutschen Zeitung, der „Rheinpfalz“ und Welt am Sonntag.

### Monographien
- Rückkehr zur Utopie. Philosophische Szenarien, Verlag Karl Alber, Freiburg/München 2021
- Das Singen der Schwäne. Über den Tod und das Glück, mit einem Vorwort von Anita Natmeßnig, Edition Splitter, Wien 2015
- Mir san mir. München, Bayern und der Rest der Welt, Corso Verlag, Hamburg 2011
- Die Reise als Utopie. Ethische und politische Aspekte des Reisemotivs, Wilhelm Fink Verlag, München 2010 (Dissertation)
- Der kulinarische Eros. Geschichten über die Seele des Essens und Kochens, mit einem Nachwort von Michael Daxner, Edition Splitter, Wien 2009
- Reisen. Ansichten und Einsichten, Suhrkamp Verlag, Frankfurt am Main 2007
- Die Erfindung des Reisens. Versuch gegen das Missverstehen des Fremden, Edition Splitter, Wien 2005

### Herausgeber oder Mitherausgeber (Auswahl)
- Im Diskursraum der Utopie. Eine Auswahl aus 20 Jahren Ernst-Bloch-Zentrum, mit Fotos von Bernhard Kunz, Ludwigshafen 2018
- Bloch-Almanach, Folge 34/2017, Aisthesis Verlag, Bielefeld 2017
- Bloch-Almanach, Folge 33/2015, Talheimer Verlag, Mössingen-Talheim 2015 (zusammen mit Frank Degler)
- Arkadien und Dschungelcamp. Leben im Einklang oder Kampf mit der Natur?, zusammen mit Robert Pfaller, Verlag Karl Alber, München/Freiburg 2014
- Die Gegenwart der Utopie. Zeitkritik und Denkwende, zusammen mit Julian Nida-Rümelin, Verlag Karl Alber, München/Freiburg 2011
- Bloch-Almanach, Folge 28/2009, Talheimer Verlag, Mössingen-Talheim 2009
- Europa – Wandel durch Kultur,  Verlag Karl Alber, Freiburg/München 2008
- Europa – Mythos und Heimat. Identität aus Kultur und Geschichte(n), Verlag Karl Alber, Freiburg/München 2006
- Profil durch Wissen. Bildungsideal und regionale Strategie, Verlag Karl Alber, Freiburg/München 2005
- Wir bauen die Städte zusammen. Die Bürgerregion als Utopie?, Verlag Karl Alber, Freiburg/München 2004
- Utopien heute? Zukunftsszenarien für Künste und Gesellschaft, zusammen mit Volker Hörner, mit Zeichnungen von Alfred Hrdlicka aus dem Zyklus „Die große Französische Revolution“, Edition Braus im Wachter Verlag, Heidelberg 2002
- Stefan Moses fotografiert Ernst Bloch, Quantum Books, Ostfildern 2001
- Ernst Bloch: Ins Gelingen verliebt. Aphorismen und Lebensweisheiten, ausgewählt von Karlheinz Weigand, Einleitung von Klaus Kufeld, Insel Verlag, Frankfurt am Main 2000
- Wer, wenn nicht wir? Schülerbilder gegen Gewalt und Rassismus, von Silvia Izi, Hg. von Klaus Kufeld, Kulturbüro der Stadt Ludwigshafen, Universitätsdruckerei und Verlag H. Schmidt, Mainz 1996 (nominiert für den Gustav-Heinemann-Friedenspreis 1997)